# Provideniya
Provideniya (em russo:  Провиде́ния, Chukoto: Гуврэл Guvrel) é um assentamento de tipo urbano da Rússia, situado no distrito de Providensky, no okrug autônomo de Chukotka, a região do extremo nordeste do país.
Está localizada às margens da baía de Komsomolskaya, através do estreito de Bering, e próxima da Linha Internacional de Data, entre a Rússia e o estado norte-americano do Alasca. Sua população em 2018 era de 2.151 habitantes - nos últimos anos, houve uma redução no número de habitantes (1,970 (Censo 2010 - resultados preliminares);  2,723 (Censo 2002); 5,432 (Censo 1989).), possuindo uma longitude é 173°15′E, sendo uma das cidades mais orientais da Rússia e também da Eurásia.
O aeroporto de Provideniya é o mais próximo do território dos Estados Unidos dentre todos os aeroportos russos.

## Dados
- Fundada em 10 de maio de 1846
- Recebeu "status" de assentamento de tipo urbano em 25 de abril de 1957
- População: 2.151 (Censo russo 2018)
- Coordenadas: 64º25'N e 173°15′E

## Imagens

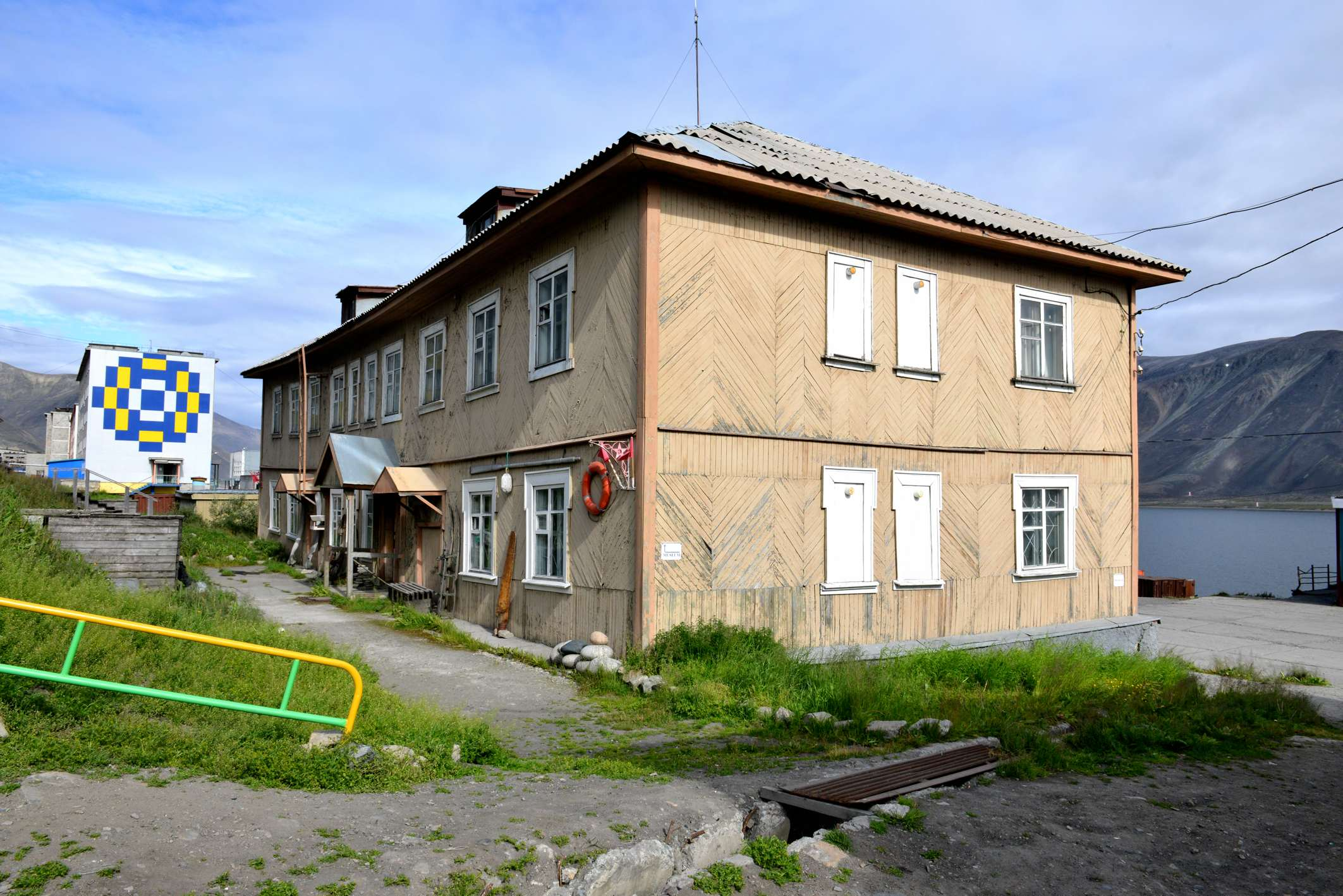
Museu em Provideniya
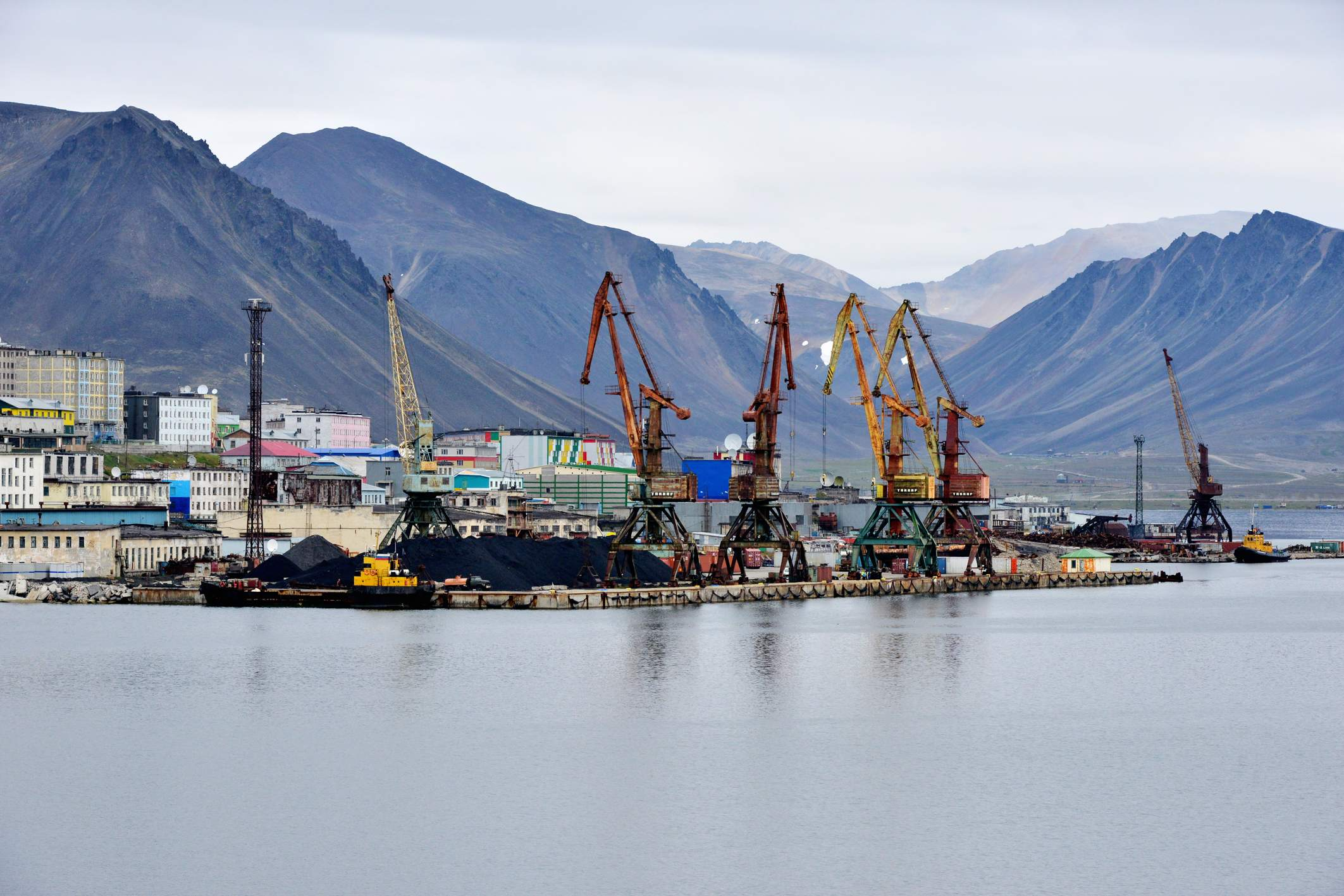
Porto de Provideniya
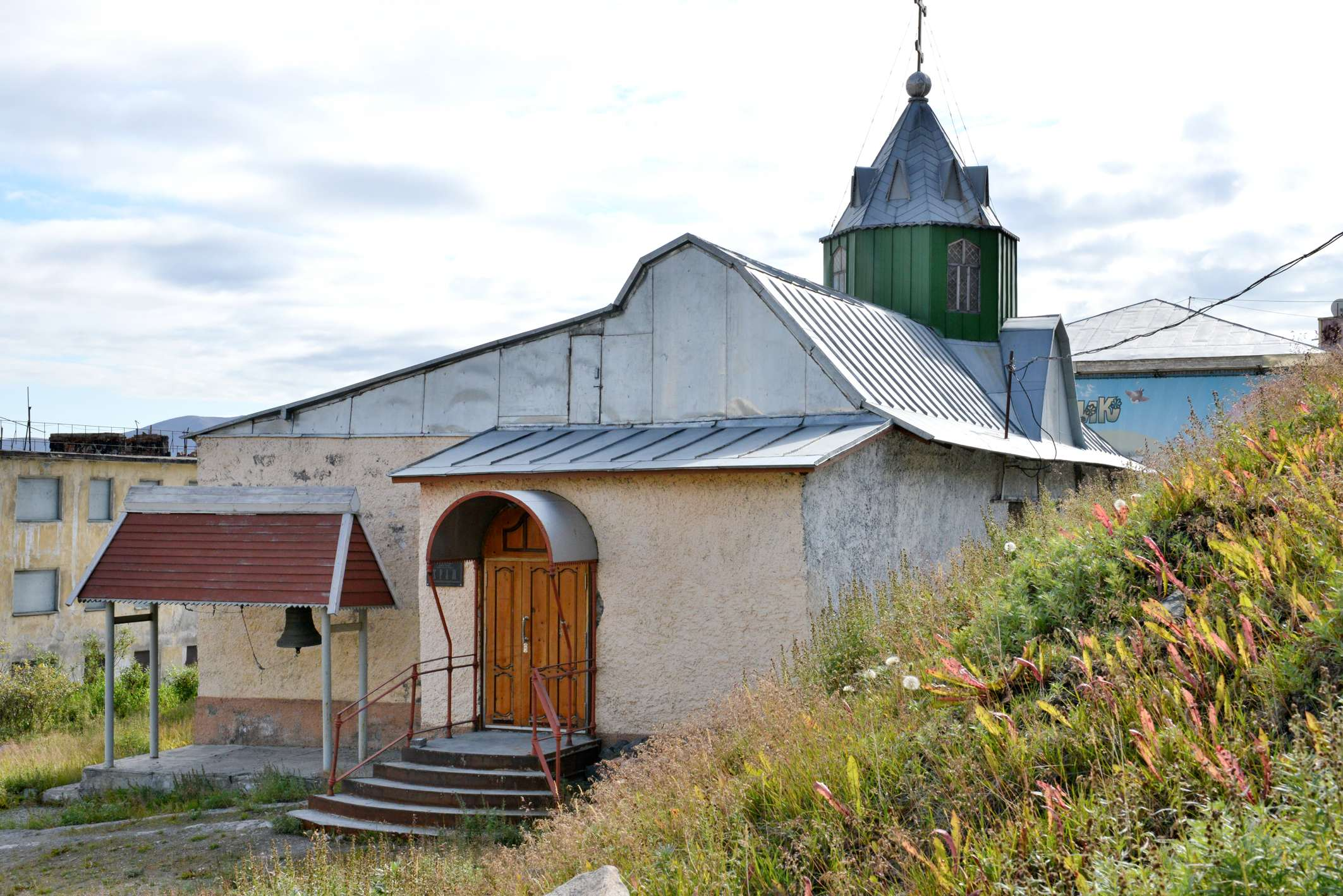
A Igreja Ortodoxa da cidade